# Рене Ренш
Рене Ренш (нім. René Rensch, 18 березня 1969) — німецький академічний веслувальник.
Срібний призер Олімпійських Ігор 1988 року в складі розпашної двійки зі стерновим.